# Itumbiara crinicornis
Itumbiara crinicornis är en skalbaggsart som först beskrevs av Ernst Friedrich Germar 1824.  Itumbiara crinicornis ingår i släktet Itumbiara och familjen långhorningar. Inga underarter finns listade i Catalogue of Life.